# Ketapang (Pangkal Balam)
Ketapang is een bestuurslaag in het regentschap Pangkal Pinang van de provincie Bangka-Belitung, Indonesië. Ketapang telt 4537 inwoners (volkstelling 2010).